# Pascale d'Erm
Pascale d'Erm est une journaliste, essayiste et réalisatrice française, spécialisée dans les questions de nature et d'environnement.

## Parcours
Pascale d’Erm a travaillé pour la Fondation Nicolas Hulot, Yann Arthus-Bertrand, l’ex Cinquième (Gaïa, 1997-2000), France 3 Ouest (magazine Littoral, de 2000 à 2006) et Ushuaïa TV (2010-2015) où elle a notamment dirigé les enquêtes du magazine écologique « Passage au Vert ».
En tant que journaliste, elle a collaboré aux magazines Santé Magazine, Régal ou Psychologies Magazine notamment.
Dans l'édition, elle a créé et dirigé la collection Les nouvelles utopies des éditions Ulmer où elle a publié « Vivre ensemble autrement » (2009), « Vivre plus lentement » (2009), « Se régénérer grâce à la nature » (2010), « Maisons en bois, du rêve à la réalité ». Elle a dirigé la rédaction des "Affranchis Jardiniers". Elle aussi publié des ouvrages d’éco-citoyenneté pratique chez Glénat (Devenir écocitoyen, Devenir une écomaman, Découvrir le recyclage et la récupération…en 2008).
En 2014, elle a publié « Ils l’ont fait et ça marche, comment l’écologie change déjà la France » (les Petits matins) qui fait le récit de 14 territoires en transition écologique et sociétale.
Son livre, Sœurs en écologie, paru début avril 2017 aux éditions La Mer salée, fait le récit des liens entre les femmes, la nature et l'écologie depuis Hildegarde de Bingen au Moyen-Âge jusqu'à nos jours. L'autrice y propose la notion de "sororité écologique", solidarité active des femmes qui s'engagent pour préserver le vivant, en péril dans le monde entier.
Elle a cocréé l’association des ÉcoMamans, en sommeil aujourd'hui.
En 2019, elle écrit et réalise le documentaire Natura (52'Planète+) qui relate 25 années de recherche scientifique sur les effets bénéfiques du contact avec la nature sur la santé physique et psychique. En 2021, elle réalise "Aqua" (52', Planète +) sur les effets bénéfiques des espaces bleus (océans, littoraux, rivières, cascades...) sur la santé physique et mentale.
De 2021 à 2023, elle a co-écrit et co-réalisé la série documentaire "Sœurs de la Terre", pour Arte (Little Big Story). Les quatre films présentent des femmes qui transforment leurs territoires en Inde, au Kenya, aux Antilles, ou en Pologne, en luttant pour la préservation de la biodiversité, l'égalité des droits et la santé environnementale.(diffusion en 2024).

## Publications
- "L'Ecole de la forêt, la pédagogie et les activités", Pascale d'Erm et le réseau de pédagogie par la Nature, 2022, 191 p.
- L'Écoféminisme en questions : un nouveau regard sur le monde, Pascale d'Erm, illustré par Anna Maria Riccobono, Éditions La Plage, 2021, 176 p.
- "La santé bleue", Pascale d'Erm, Massot éditions, 2021, 219 p.
- Natura. Pourquoi la nature nous soigne... et nous rend plus heureux, Pascale d'Erm, Les Liens qui libèrent, 2019, 224 p.
- Sœurs en Écologie, Pascale d'Erm, La Mer salée, avril 2017, 191 p.  (ISBN 979-10-92636-20-8)
- Pascale d'Erm (préf. Nicolas Hulot), Ils l’ont fait et ça marche ! : Comment l’écologie change déjà la France, Paris, Les Petits matins, 2014, 176 p. (ISBN 978-2-36383-106-4, BNF 43770712)
- Pascale d'Erm et Elie Jorand (photographe) (préf. Patrick Viveret), Vivre plus lentement : un nouvel art de vie, Paris, Ulmer, coll. « Les nouvelles utopies », 2010, 140 p. (ISBN 978-2-84138-457-0, BNF 42185496)
- Vivre ensemble autrement, Pascale d'Erm, préface de Pierre Rabhi, photographies de Patrick Lazic, Ulmer, collection Les nouvelles utopies, 2010 143 p.  (ISBN 978-2-84138-408-2)
- Se régénérer grâce à la nature, Pascale d'Erm (photographie de Patrick Lazic), Ulmer, 2010, 146 p.
- Pascale d'Erm, Devenir écocitoyen : sans se ruiner et sans perdre de temps, Grenoble, Glénat, coll. « Terre durable », 2008, 128 p. (ISBN 978-2-7234-6552-6, BNF 41377375)
- Devenir une Écomaman (ou un écopapa ! ), Pascale d'Erm, Glénat, 2009. 128 p (collection Terre durable).  (ISBN 978-2-7234-6708-7)
- Maison en bois. Du rêve à la réalité. Pascale d'Erm, Ulmer, 2008, 144 p.